# Distigmoptera pilosa
Distigmoptera pilosa är en skalbaggsart som först beskrevs av Johann Karl Wilhelm Illiger 1807.  Distigmoptera pilosa ingår i släktet Distigmoptera och familjen bladbaggar. Inga underarter finns listade i Catalogue of Life.